# Cargnacco
Cargnacco ([,karˈɲakko]; Cjargnà [,kiarˈɲa] in friulano) è una frazione del comune di Pozzuolo del Friuli. Il nome deriva dal prediale latino "Carniacum", riferito alla popolazione dei Carni, che dominò l'intero Friuli fra III e II secolo a.C., e dal cui nome deriva anche il toponimo "Carnia".

## Geografia fisica
Cargnacco si trova nella pianura veneto-friulana, ad approssimativamente 5 chilometri a nordest del capoluogo di comune Pozzuolo del Friuli, 10 chilometri a sud di Udine (capoluogo di provincia), 77 chilometri a nordovest di Trieste (capoluogo di regione del Friuli-Venezia Giulia), 120 chilometri a nordest di Venezia, e 645 chilometri a nordest di Roma.

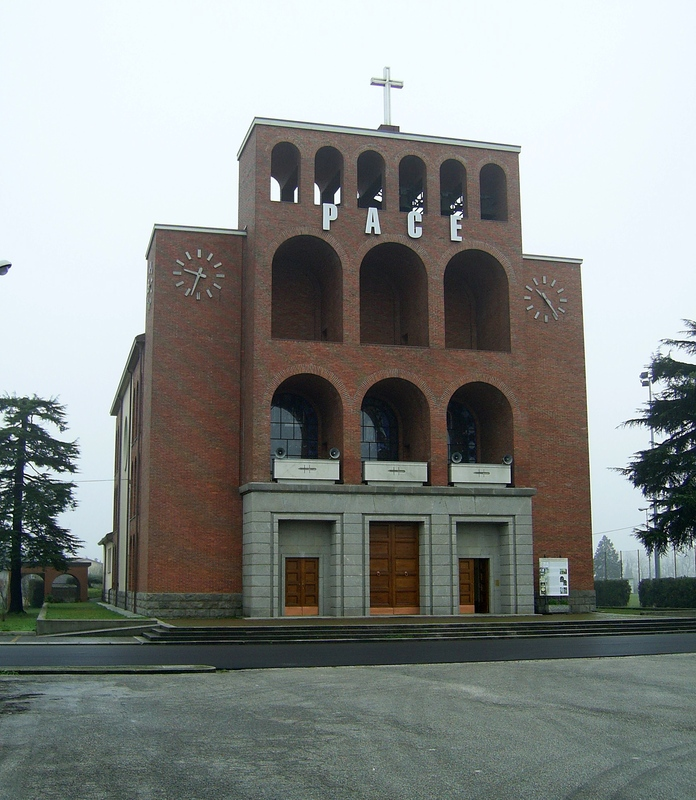
Tempio Nazionale "Madonna del Conforto" in Cargnacco

Cargnacco si sviluppa su quattro vie principali a partire da Piazza IV Novembre. Verso est, Via Manzoni passa di fronte all vecchia scuola elementare ed alla canonica. Quest'ultima si trova accanto alla vecchia chiesa (ora sconsacrata) ed al parco giochi del paese. Via Manzoni incontra Via Leonardo da Vinci nella piazza principale, dove si trova il Tempio di Cargnacco, dedicato ai caduti nella Campagna di Russia. La seconda direttrice verso est  è Via Buttrio, al cui inizio si trova l'antico pozzo. All'incrocio tra Via Buttrio e Via Leonardo da Vinci si trova l'antica residenza di campagna dei Conti Della Torre di Villalta, comunemente chiamato “Palačat” (derivato da “palač”, termine friulano per “palazzo”). 
Via Buttrio continua poi verso la zona industriale Z.I.U. o Casali Moschione, mentre Via Leonardo da Vinci prosegue verso Luminagnacco (comune Pavia di Udine), passando accanto al campo sportivo Romanello, ed all'area dedicata alla sagra ed alle feste paesane. Da Via Leonardo da Vinci si dirama Via Niccolò Paganini che prosegue fino ai Casali Tosolini. Sempre a partire da Piazza IV Novembre, Via Dante Alighieri prosegue brevemente verso sud, fino a raggiungere poi la strada di campo che porta al cimitero del paese, mentre Via Galileo Galilei continua verso ovest e nord, diramandosi in Via San Giorgio, che porta al cavalcavia (sull'autostrada A23) per Terenzano, e Via Giosuè Carducci, che porta all'incrocio della Casa Rossa (località Terenzano), tra Via Giuseppe Verdi, Via Tomba Antica, e la Strada Provinciale 94.

## Storia
Trattandosi di una piccola frazione, la storia di Cargnacco non è stata documentata dettagliatamente. È tuttavia possible documentare l'esistenza di Cargnacco almeno a partire dal XIII secolo.
Il libro “Monumenta Patrie Fori Iuli 1257-1386” documenta la compravendita di terreni a Cargnacco a partire dal 1295. Il libro “Spese per la fortezza di Gradisca” di Rizzardo Sbroiavacca riporta notizie della presenza dei conti Della Torre a Cargnacco a partire dal 1479. Il libro “Diari udinesi” di Girolamo Amaseo menziona il paese di “Cirgnia” (Cargnacco), vicino a “Terenzano” e “Lumigna” (Lumignacco), il 27 luglio 1509. Il libro “Il Castello di Villalta” conferma che Cargnacco era sotto la giurisdizione della signoria del Castello di Villalta, e dunque dei Conti Della Torre, fino alla fine del XVII secolo. L'archivio di stato riporta la presenza di 14 famiglie a Cagrnacco nel periodo che va dal 1527 al 1532. I Conti Della Torre mantennero comunque la proprietà delle terre a Cargnacco fino agli inizi del XX secolo, quando la famiglia cominciò a vendere parte della terra ai coloni.
Documenti della Curia Arcivescovile di Udine documentano la presenza della Chiesa di Sant'Andrea Apostolo di Cargnacco, situata accanto all'attuale canonica ed ora sconsacrata, a partire dal 1473. Una lettera della Curia Arcivescovile di Udine attesta la presenza della chiesetta dei Santi Ilario e Taziano (ora sconsacrata) nel bosco di Cargnacco a partire dal 1558, ma una descrizione risalente al 1607 definisce la stessa chiesetta come “antichissima”. La stessa lettera tuttavia illustra come non vi siano menzioni della chiesetta dei Santi Ilario e Taziano successive al 1796, e che dunque la chiesetta debba esser caduta in rovina agli inizi del XIX secolo. La chiesetta si trovava ove ora via Buttrio incrocia la ferrovia, all'inizio dell'attuale zona industriale Z.I.U., presso le Acciaierie Bertoli Safau.

## Economia
Cargnacco ospita, nella sua estremità orientale, in via Buttrio, una porzione della Zona Industriale Udinese (ZIU), di competenza del Consorzio per lo sviluppo industriale del Friuli centrale, dove hanno sede le due maggiori industrie del comune: le Acciaierie Bertoli Safau (ABS), con un fatturato annuo di oltre 500 milioni di euro ed oltre mille dipendenti,  e l'impresa generale di costruzioni del gruppo Rizzani de Eccher, con oltre 500 milioni di euro di fatturato e più di mille dipendenti.